# Врубівка (станція)
Вру́бівка — лінійна вантажно-пасажирська залізнична станція Луганської дирекції Донецької залізниці.
Розташована в смт Врубівський, Лутугинський район, Луганській області на лінії Родакове — Ізварине між станціями Збірна (8 км) та Лутугине (7 км).
Через військову агресію Росії на сході Україні транспортне сполучення припинене.